# Neusdruppels

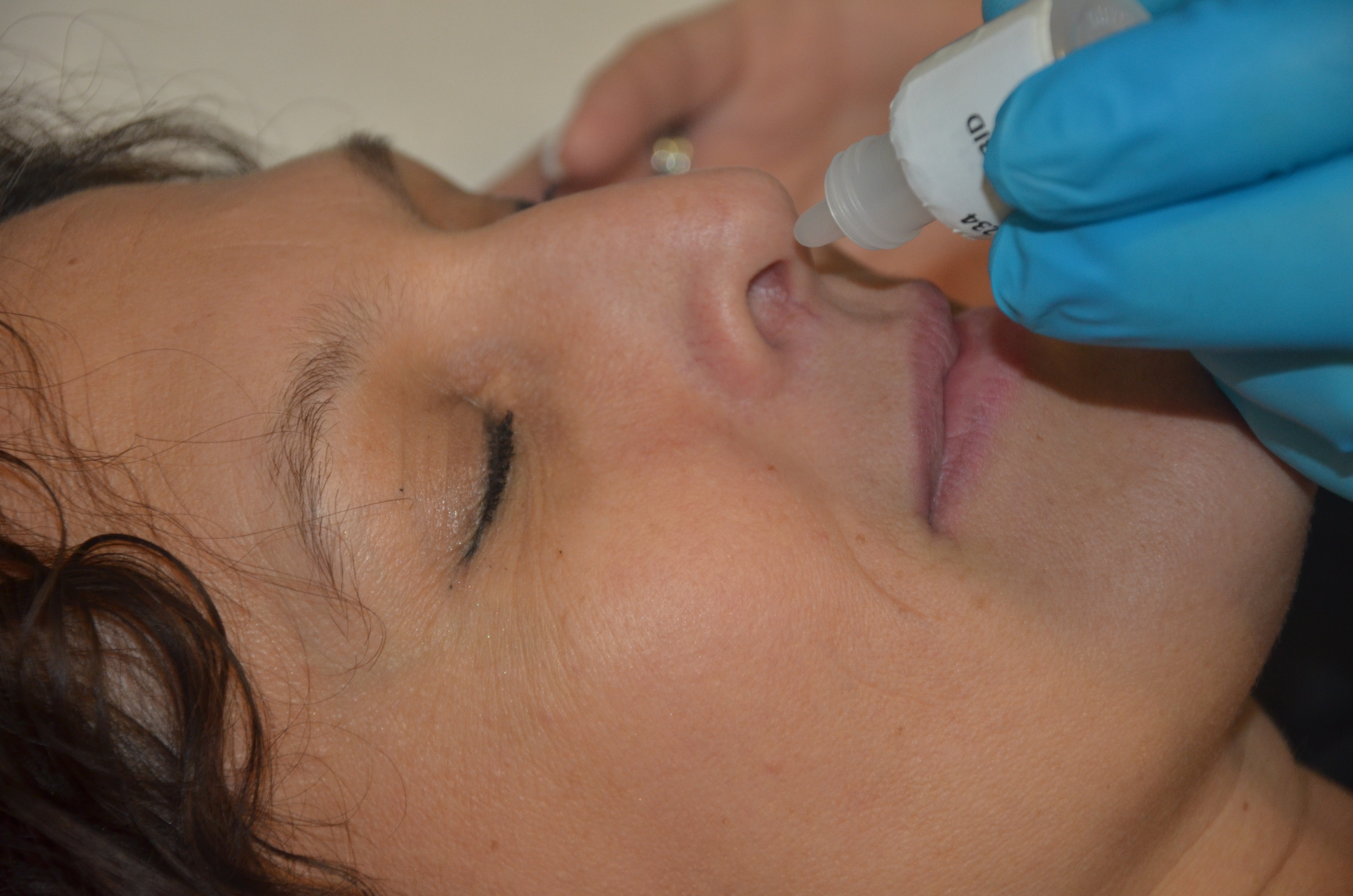
Het toedienen van neusdruppels

Neusdruppels is een term die in de volksmond wordt gebruikt voor medicijnen die door de neus worden toegediend (nasale medicatie). Het woord is afgeleid van het in de neus druppelen van medicamenten in vloeibare vorm, waarbij meestal gebruik wordt gemaakt van een pipet.

Neusdruppels bevatten doorgaans lage concentraties (1%) zout (NaCl) of zoutzuur (HCl) die de uitgescheiden eiwitten ("snot") afbreken en daarmee vloeibaarder maken zodat deze opgesnoven of weggesnoten kunnen worden. In de maag heeft (0,5-1%) HCl (maagzuur) dezelfde functie. Daarnaast bevatten neusdruppels stoffen die de gezwollen slijmvliezen in de neus doen slinken.
Neusdruppels worden ook regelmatig voorgeschreven bij oorklachten. Ook hier werken ze dan op het slijm dat de buis van Eustachius in meer of mindere mate afsluit.

De moderne variant op de neusdruppel is de neusspray.